# Atlas V (Schiff, 1957)
Die Atlas V ist ein Fahrgastschiff, das lange Zeit auf dem Neckar im Einsatz war, ehe es nach Liège verkauft wurde.

## Geschichte
Das Schiff wurde 1957 für die neu gegründete Neckar-Personen-Schiffahrt Berta Epple unter der Baunummer 109 auf der Schiffswerft Schmidt in Oberkassel gebaut und am 7. März 1957 auf den Namen Stuttgart getauft. Bis 2017 befuhr es von Bad Cannstatt aus den Neckar. Laut Günter Benja hatte das Schiff im Jahr 1975 noch eine Zulassung für die Beförderung von 280 Personen und wurde von einem 116-PS-Motor angetrieben. Schubert nennt im Jahr 2000 noch eine Zulassung für 250 Fahrgäste. Laut Schubert wurde die Stuttgart 1979 modernisiert und erhielt 1981 einen neuen Motor mit 170 PS und ein neues Oberdeck. Auf der Homepage der ehemaligen Betreiberfirma wird eine Zulassung für die Beförderung von 200 Personen genannt. Dort wird auch über einen der Höhepunkte im Dasein der Stuttgart berichtet: Im Juni 1999 landete Klaus Renz mit einem Fallschirm auf dem Deck des Schiffes, nachdem er in einer Höhe von 2000 Metern aus einem Flugzeug gesprungen war.
2017 wurde das Schiff verkauft. Laut einer Pressemeldung sollte es nach Holland gehen, tatsächlich gelangte es aber nach Liège, wo es unter dem Namen Atlas V mit einer Genehmigung, 150 Personen zu befördern, kurze Zeit als Fluss-Shuttle („navette fluviale“) eingesetzt und dann durch die Frère Orban abgelöst wurde, die angeblich leichter zu manövrieren war. Laut Andreas Kappes war die Stuttgart 2017 ohnehin nur ersatzweise von der Firma Liège Croisières gekauft worden, weil die Frère Orban nach einem Brand nicht rechtzeitig einsatzbereit war. Auch dieses Schiff stammt aus Deutschland; es handelt sich um die ehemalige Burg Eberbach ex Rolandsbogen.